# Jacques Réattu
Jacques Réattu est un peintre français, grand prix de l'Académie royale de peinture et sculpture, né le 3 août 1760 à Arles où il est mort le 7 avril 1833.

## Biographie
Jacques Réattu est né à Arles en 1760. Il est le fils adultérin du peintre Guillaume de Barrême de Châteaufort et de Catherine Raspal, sœur du peintre arlésien Antoine Raspal qui lui donne les premiers rudiments de peinture.
Dès 1775, il entre à l'académie royale de peinture et de sculpture, il est d'abord l'élève de Simon Julien (Toulon 1735 - Paris 1800) puis de Jean-Baptiste Regnault. Il se destine à la carrière de « Peintre d'histoire » le plus noble des « Genres » dans la classification donnée alors à la peinture. Cette ambition passe par l'obtention du Grand Prix de peinture de l'Académie royale de peinture et sculpture, auquel il participe dès 1782. Il obtient le grand prix en 1790, lui ouvrant les portes d'un séjour en Italie en tant que pensionné du Roi, année où le concours fut tout de même ouvert malgré les événements révolutionnaires. Le contexte politique ne lui permet pas de séjourner comme prévu quatre années dans la capitale pontificale. Ce séjour sera néanmoins l'occasion pour Jacques Réattu de réaliser une œuvre majeure, Prométhée protégé par Minerve et élevé au Ciel par le Génie de la Liberté dérobe le feu, première œuvre à discours révolutionnaire de l'artiste. 
De retour en France en 1793, il séjourne d'abord à Marseille où il obtient en 1795 la commande pour le décor du Temple de la Raison de dix tableaux monumentaux peints en grisaille à l’imitation de bas reliefs illustrant les idéaux révolutionnaires. En 1798, il revient définitivement en Arles où il acquiert la commanderie de Saliers puis la totalité des lots du Grand Prieuré de l'Ordre de Malte dont les biens furent confisqués et vendus dès 1793. C'est là qu'il installe son atelier.
De 1802 à 1819, Jacques Réattu se consacre à la gestion de son patrimoine foncier et ne reprend ses pinceaux qu'à partir de 1819 pour entamer l’une des périodes les plus productives de sa carrière avec de grands projets de décors en particulier de théâtres et hôtels de ville à Marseille, Nîmes et Lyon. À côté des grandes productions allégoriques de la période, Jacques Réattu renoue également avec des œuvres d’inspiration mythologique. Enfin à partir de 1826, il entreprend son premier et seul grand décor religieux pour l’église Saint-Paul de Beaucaire,  l'artiste meurt en 1833 n'ayant eu le temps de réaliser que trois des œuvres sur les cinq prévues.

## Œuvres

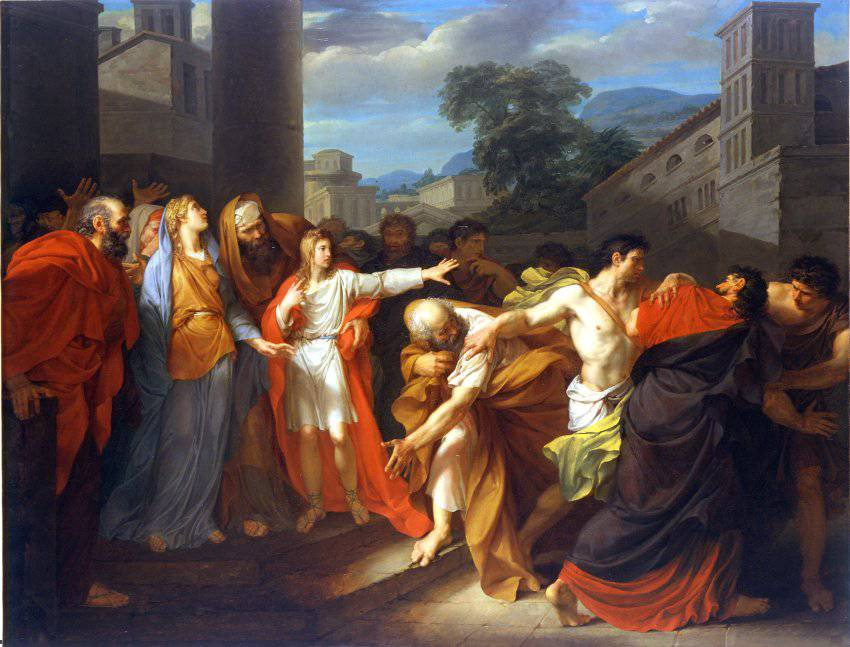
Daniel faisant arrêter les vieillards accusateurs de la chaste Suzanne - Paris, École nationale supérieure des beaux-arts

- Paris, École nationale supérieure des beaux-arts : Daniel faisant arrêter les vieillards accusateurs de la chaste Suzanne exposé au Musée Réattu d'Arles
- Arles, Musée Réattu : La Mort d'Alcibiade (tableau inachevé), ...

La Mort d'Alcibiade (tableau inachevé), 1796
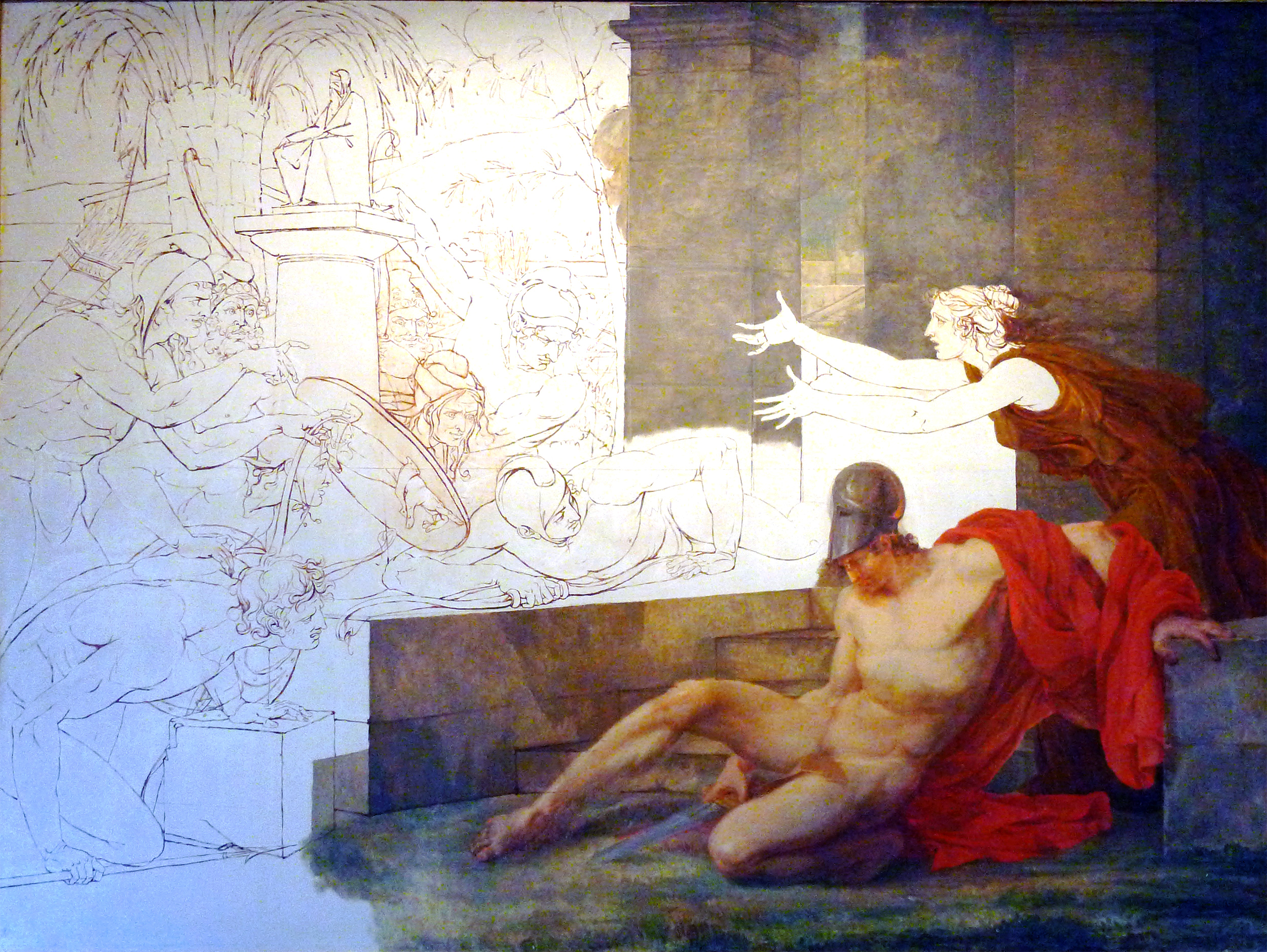
Le tableau dans son état inachevé.
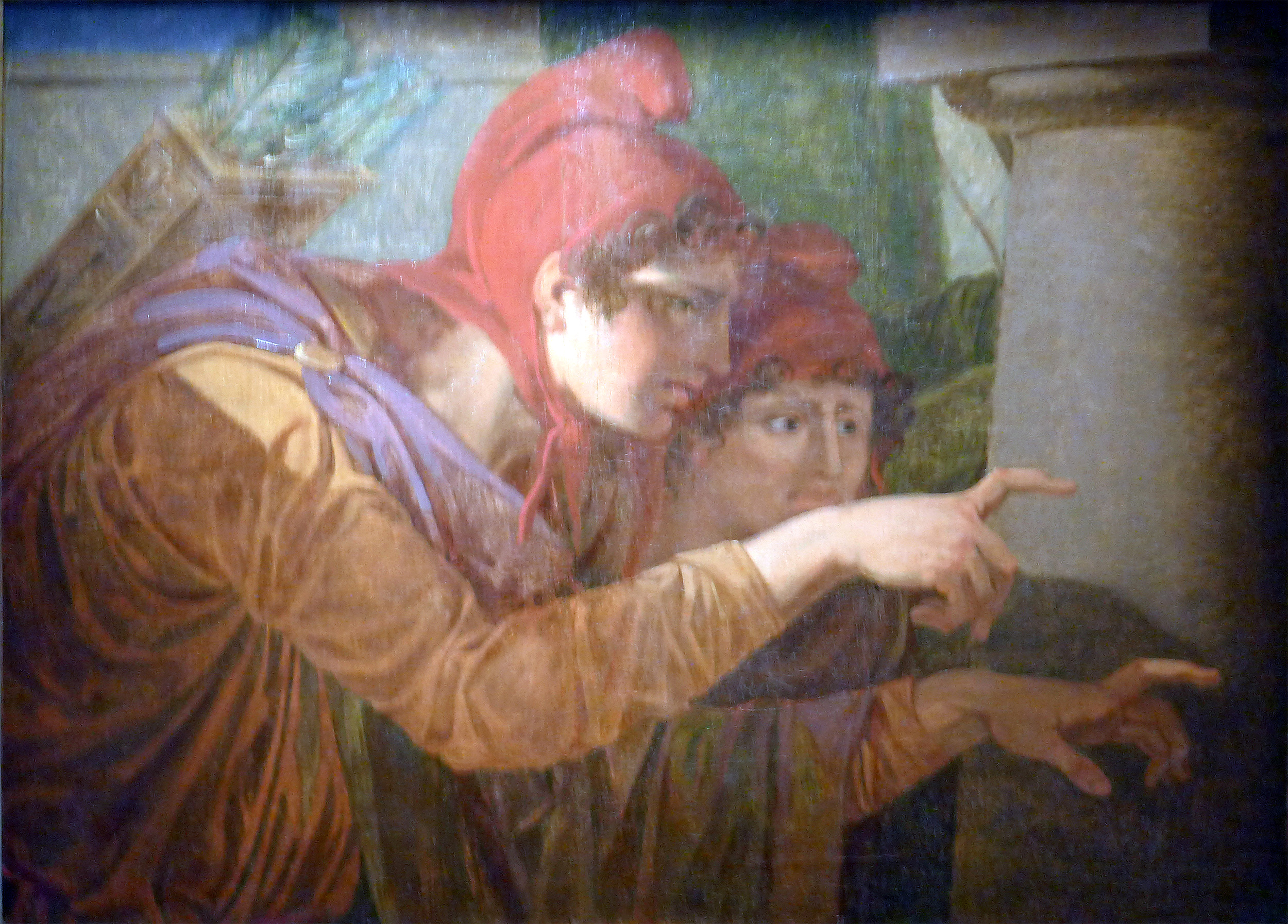
Étude de personnages.

- Hambourg, Kunsthalle, un tableau : Le Triomphe de la civilisation, acquis en 1982.
- Paris, Musée du Louvre, Cabinet des dessins et des Arts graphiques, un dessin : Orphée aux Enfers ; étude pour la peinture du musée d'Arles.

## Annexes

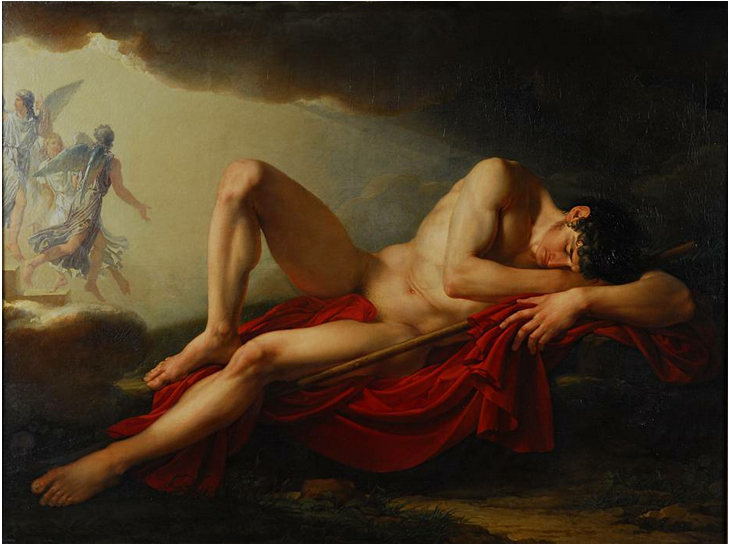
Le Rêve de Jacob (1792), musée Réattu.